# Adyar Library

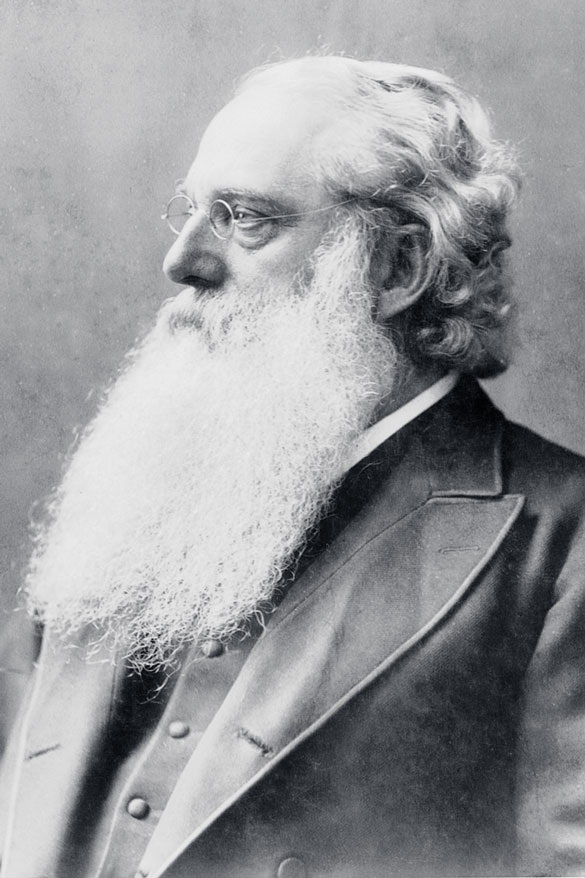
Henry Steel Olcott.

La Bibliothèque et centre de recherche d'Adyar, ou Adyar Library and Research centre a été fondée en 1886 par le théosophe Henry Steel Olcott en 1886 et est situé  dans l'actuelle Société théosophique d'Adyar, près de Chennai en Inde.

## Histoire
Henry Steel Olcott fonda la bibliothèque en décembre 1886 à partir d'un petit fonds comportant les auteurs fondateurs de la théosophie.
Elle est actuellement très connue dans le domaine de la recherche et de la publication de travaux sur la philosophie, la civilisation et les religions orientales.

## Collections
La collection actuelle de la bibliothèque d'Adyar comporte près de 250 000 ouvrages imprimés et 20 000 manuscrits en feuilles de palme provenant du Sri Lanka, de l'Inde de la Chine et d'ailleurs, dont quelques-uns ne sont pas consultables. Les ouvrages imprimés comportent de rares publications en indologie dans plusieurs langues et des travaux sur la philosophie, la religion, et la culture en général.
Les tripitaks chinois, les Kanjur et Tanjur tibétains ainsi qu'une collection de rares ouvrages en latin et autres langues orientales font partie de la collection de la bibliothèque. Elle comporte aussi une quantité de journaux scientifiques et reçoit 225 journaux de divers pays.
Plusieurs ouvrages faisant partie de la collection ont été édités, de plus, des pundits ainsi que des étudiants travaillent toujours sur ce fonds pour en continuer l'édition.

## Publications
La bibliothèque d'Adyar publie aussi les types d'ouvrages suivants :
- Le journal étudiant, Brahmavidya
- Veda
- Vedānta
- Upanishad
- Dharmaśāstra
- Arthaśāstra
- Mīmāṃsā
- Des ouvrages d'astrologie
- Des ouvrages de Grammaire
- Des ouvrages de musique, de lexicographie, de poésie et dramaturgie

## Auteurs publiés
- Georges Barbarin